# Tua Visão
Tua Visão é o décimo segundo álbum ao vivo da banda mineira Diante do Trono, lançado em outubro de 2009, em CD e DVD.
Gravado na Praça da Estação, em Belo Horizonte, no dia 1 de agosto de 2009, com um público de 50 mil pessoas, marca o retorno da banda à Belo Horizonte, depois de oito anos sem gravar na capital mineira. O projeto original previa a gravação do disco em Manaus, com o título O Encontro das Águas . Com a mudança de local, o título do álbum também foi alterado.
O disco contém a participação das ex-vocalistas da banda, Mariana Valadão, Nívea Soares e da cantora Fernanda Brum, além de novos integrantes, como Israel Salazar e Ana Nóbrega.
Vendas
O CD vendeu mais de 200.000 cópias, recebendo a certificação de Platina Duplo. O DVD vendeu mais de 77.000 cópias, sendo certificado como Disco de Platina.

## Antecedentes e gravação
| Críticas profissionais | Críticas profissionais |
| Avaliações da crítica  | Avaliações da crítica  |
| Fonte                  | Avaliação              |
| ---------------------- | ---------------------- |
| Super Gospel           | (mista)                |
| O Propagador           | [ 3 ]                  |

No ano anterior a gravação do Tua Visão, a banda gravou nos dias 4 e 5 de Julho de 2008 o álbum A Canção do Amor no Chevrolet Hall no Recife em Pernambuco.
Muitas foram as hipóteses que a banda não lançaria mais álbuns. Porém, no X Congresso de Louvor e Adoração, realizado em 2009, Ana Paula cantou "Vestes de Louvor", na abertura e no encerramento. Foram cantadas também "Tu És o motivo", "Te exaltamos, Pai" e "Encontro das águas" (na época, foi apresentada como canção-tema).
Passado algumas semanas, Ana Paula anunciou que a gravação não ocorreria mais em Manaus, como foi planejado. Alguns sites e blogs anunciaram até que tal CD e DVD sequer seria lançado. Porém, o site oficial do ministério anunciou que a gravação seria em Belo Horizonte, num ajuntamento menor. Então, num culto da IBL, Ana anunciou o novo título, Tua Visão, apresentado esta canção, juntamente com "Vive o Senhor" e "Bênçãos que nem sei contar". Logo, vieram "Digno é o Cordeiro", "A Tua vontade" e "Meu irmão", de modo que todas as canções foram apresentadas um mês antes da gravação acontecer.
Uma semana antes da gravação, aconteceu o ensaio geral, televisionado pela Rede Super. Algumas canções mudaram, como "A Tua vontade" (anteriormente era dueto de Roberta Izabel com Ana Nóbrega, depois passou a ser dueto de Roberta e Helena Tannure), "Tu És o motivo" (muitos anunciaram que seria solo de Graziela Santos, mas no final ficou com Ana Nóbrega), "Meu Irmão" (André Valadão participaria da canção, mas foi substituído por Felippe Valadão). Quando lançado pela Som Livre, este álbum foi divulgado pela Rede Globo, e recebeu críticas mistas.
A faixa título foi regravada posteriormente no álbum comemorativo Renovo, mas com arranjo diferente da versão congregacional original. A faixa "Encontro das águas" faz parte dos extras do DVD Creio, em uma versão acústica e solo de Ana Paula Valadão. A faixa "Vestes de louvor" faz parte do álbum Tu reinas, em um pot-pourri com a canção "Isaías 40", do 8º trabalho do ministério. A faixa título foi incluída em um medley, gravado com a primeira formação do grupo no álbum comemorativo Memórias do Coração, que celebra os 25 anos do ministério.

## Faixas
Todas as faixas escritas e compostas por Ana Paula Valadão. 
| CD             |                              |                                                |         |  |
| N.º            | Título                       | Vocais                                         | Duração |  |
| 1.             | "Vestes de Louvor"           | Ana Paula Valadão                              | 6:52    |  |
| 2.             | "Vive o Senhor"              | Ana Paula Valadão                              | 7:46    |  |
| 3.             | "Bênçãos que nem Sei Contar" | Ana Paula Valadão                              | 10:49   |  |
| 4.             | "Deus de Amor"               | Ana Paula Valadão                              | 2:17    |  |
| 5.             | "A Tua Vontade"              | Ana Paula Valadão, Helena Tannure              | 5:50    |  |
| 6.             | "Tua Visão"                  | Ana Paula Valadão                              | 7:03    |  |
| 7.             | "Tu És o Motivo"             | Ana Paula Valadão                              | 7:10    |  |
| 8.             | "Te Exaltamos Pai"           | Ana Paula Valadão                              | 6:27    |  |
| 9.             | "Meu Irmão"                  | Ana Paula Valadão                              | 4:41    |  |
| 10.            | "Encontro das Águas"         | Ana Paula Valadão, Fernanda Brum, Nívea Soares | 6:22    |  |
| 11.            | "Digno é o Cordeiro"         | Ana Paula Valadão                              | 6:47    |  |
| Duração total: | Duração total:               | Duração total:                                 | 1:11:50 |  |

DVD
| Faixa                      | Solista                                             |
| -------------------------- | --------------------------------------------------- |
| Abertura                   | Ana Paula Valadão                                   |
| Vestes de Louvor           | Ana Paula Valadão                                   |
| Vive o Senhor              | Ana Paula Valadão                                   |
| Espontâneo 1               | Ana Paula Valadão                                   |
| Vive o Senhor (Reprise)    | Ana Paula Valadão                                   |
| Bênçãos que Nem Sei Contar | Ana Paula Valadão                                   |
| Palavra Ana Paula          | Ana Paula Valadão                                   |
| Deus de Amor               | Ana Paula Valadão                                   |
| A Tua Vontade              | Helena Tannure, Roberta Izabel                      |
| Tua Visão                  | Ana Paula Valadão                                   |
| Espontâneo 2               | Ana Paula Valadão                                   |
| Tu És o Motivo             | Ana Paula Nóbrega                                   |
| Espontâneo 3               | Ana Paula Valadão                                   |
| Preciso de TI              | Ana Paula Valadão                                   |
| Te Exaltamos, Pai          | Ana Paula Valadão, Israel Salazar                   |
| Espontâneo 4               | Ana Paula Valadão                                   |
| Meu Irmão                  | Ana Paula Valadão, Mariana Valadão, Felippe Valadão |
| Encontro das Águas         | Ana Paula Valadão, Fernanda Brum, Nívea Soares      |
| Digno é o Cordeiro         | Ana Paula Valadão                                   |
| Espontâneo 5               | Ana Paula Valadão                                   |

Extras
- Bastidores
- Documentário Desafio Amazonas/Brasil
- Ato Profético de Unidade

## Ficha Técnica
- Produção Executiva: Sérgio Gomes
- Produção e Direção: Ministério de Louvor Diante do Trono
- Arranjos: Vinícius Bruno, Jarley Brandão e Júnior Giovanni
- Arranjo Vocal, Orquestração e Violão: Sérgio Gomes
- Letra e Música / Líder de Louvor: Ana Paula Valadão Bessa
- Backing Vocal: Clay Peterson, Eduardo Leite, Graziela Santos, Helena Tannure, João Lúcio Tannure, Soraya Gomes, Ana Nóbrega, Israel Salazar, Amanda Cariús e Roberta Izabel.
- Participações Especiais: Mariana Valadão, Felipe Valadão, Nívea Soares e Fernanda Brum
- Teclados: Vinícius Bruno e Júnior Giovanni
- Guitarras: Jarley Brandão e Elias Fernandes
- Violões: Jonatas Félix e Jarley Brandão
- Contrabaixo: Roney Fares
- Bateria: Bruno Gomes
- Roadie: Dvaldo Nóberga
- Sax Soprano: Soraya Gomes (em estúdio)
- Sax Alto: Helenai Silva
- Sax Tenor: Éder Marinho e Jaques Anderson
- Trompetes: Jonny Lacerda, Sérgio Almeida, Moisés Nazaré e Moisés Alves
- Trompas: Aílton Ramez, Sarah Ramez, Rita de Cássia Oliveira, Vanderlei Miranda e Daniel Araújo
- Trombone: Ednilson Santos, Salim Hamzem e Fabricio Hernane
- Dança: Iana Coimbra, Iara Coimbra, Isa Coimbra e Isabel Coimbra
- Coreografia: Isabel Coimbra e Isa Coimbra
- Participação Especial: Mudança Cia. de Dança e Artes Cênicas
- Gravado por: André Espindola
- Assistente: Daniel Sena
- Mixagem: Randy Adams
- Masterização: Ken Love - Mastermix, Nashville/TN - EUA
- Overdubs: Estúdio Diante do Trono
- Som: Tuka Som
- P.A : Thiago Balbino
- Monitor: Breno Amaral
- Iluminação: Stage Luz e Magia
- Direção de Fotografia: Alessandro Cuevas
- Lighting Desginer: Alessandro Cuevas
- Arte do CD: Quartel Desgin
- Fotos do CD: Quartel Desgin
- DT Veste: Patrícia Mota e Mais Alto
- Make Up: Silvio Nogueira
- Backline: Bless Music